# Аксентиевич, Влада
Владимир (Влада) Данила Аксентиевич (серб. Владимир Данила Аксентиевић; 24 июня 1916, Обреновац — 27 марта 1942, там же) — югославский студент, партизан Народно-освободительной армии Югославии и Народный герой Югославии.

## Биография
Родился 24 июня 1916 года в Обреноваце в семье учителя. Окончил начальную школу села Грабовец и среднюю школу Сомбора в 1934 году, в юношеском возрасте познакомился с революционным движением в Югославии. Поступил в Техническую высшую школу Загреба на факультет электромашин. В первый год обучения был принят в Союз коммунистической молодёжи Югославии, через год вступил в Объединение студенческих содружеств, осенью 1936 года стал его секретарём. В том же году был принят в КПЮ. В 1937 году вошёл в состав Белградского горкома КПЮ. Участвовал в студенческих демонстрациях 1935 и 1936 годов.
В начале 1939 года покинул школу и переехал в Посавину по заданию партии для формирования партийной ячейки в Посавине. Некоторое время работал в Обреноваце, где также создал свою партийную ячейку и начал привлекать молодёжь города к сотрудничеству с коммунистами. На съезде Белградского райкома в 1939 году был избран в его состав, а в Забрежье в 1940 году возглавил Обреновацкий райком. После запрета деятельности КПЮ из Обреноваца перебрался в Белград, где три месяца скрывался от полиции, а затем был арестован. Был осуждён на год тюрьмы, три месяца провёл в тюрьме на Аде-Циганлие, а затем был переведён в Марибор.
В июле 1941 года после начала войны Влада бежал из тюрьмы и вступил в 1-ю Посавскую партизанскую роту, а в конце июля был назначен её политруком. 22 сентября 1941 был назначен политруком 1-го батальона Посавского партизанского отряда. В ходе Первого антипартизанского наступления со своим батальоном участвовал в боях в Западной Сербии и близ Кадинячи, где его батальон понёс огромные потери. После разгрома он спешно отступил с солдатами из Посавины в Санджак, но вернулся в Посавину 7 января 1942, продолжив партизанскую войну.
Из-за постоянных стычек с немцами Космайский партизанский отряд не мог вернуться в Космай даже при поддержке группы отрядов, которые контролирвали Валево. Влада остался там до середины февраля 1942 года, только после этого решившись добраться до Космая. В Грабовце он встретился со своим крёстным отцом, который его и выдал оккупационным властям вместе с Будимиром Давидовичем. Аксентиевич находился в Валевской тюрьме до суда и был приговорён к повешению. Приговор привели в исполнение 27 марта 1942 в Обреноваце.
Звание Народного героя Югославии было присвоено Владимиру Аксентиевичу в соответствии с указом Президиума Народной скупщины ФНРЮ 14 декабря 1949 посмертно.